# Straßenradsport-Weltmeisterschaften 1957
Die Straßenradsport-Weltmeisterschaften 1957 fanden am 18. August in Waregem, Belgien statt. 

## Renngeschehen
Zur 24. Straßen-Weltmeisterschaft der Berufsfahrer starteten 70 Teilnehmer auf einer 285,6 Kilometer langen Strecke, die auf einem 24-km-Rundkurs ausgetragen wurde. Neben dem 82 Meter hohen Tiegemberg, der zwölfmal bezwungen werden musste, hatten die Fahrer mit Regenwetter zu kämpfen. Das Rennen wurde durch zahlreiche Ausreißversuche geprägt, an denen sich auch die deutschen Fahrer Lothar Friedrich und Hennes Junkermann beteiligten. Lange Zeit fuhr der Belgier Rik Van Looy dem Feld davon, das ihn erst in der letzten Runde wieder einholte. Im Schlussspurt kam es zum Duell zwischen dem Titelverteidiger Rik Van Steenbergen aus Belgien und dem Franzosen Louison Bobet. Dank eines Schlenkers, hart an der Grenze des Erlaubten, verschaffte sich der 32-jährige Belgier den entscheidenden Vorteil und sicherte sich zum dritten Mal den Weltmeistertitel. Aus Deutschland hatten sieben Aktive das Rennen aufgenommen, vier hielten bis zum Ende durch, landeten aber alle im hinteren Teil des Feldes: Hennes Junkermann (31.), Franz Reitz (33.), Horst Backat (34.) und Lothar Friedrich (37). Insgesamt hatten 29 Fahrer vorzeitig aufgegeben. Die Schwere des Rennens wurde auch durch die Tatsache belegt, dass der Sieger hinter dem Zielstrich völlig entkräftet vom Rad gehoben werden musste. Er hatte ein Stundenmittel von 37 km/h erreicht. 
Tags zuvor hatten die Amateure auf einer 190 Kilometer langen Strecke ihren Weltmeister ermittelt. Es siegte mit dem 22-jährigen Louis Proost ebenfalls ein Belgier, der ein Stundenmittel von 37,8 km/h erreichte. Nur 12 Sekunden hinter dem neuen Weltmeister wurden der DDR-Fahrer Gustav-Adolf Schur Vierter und Friedhelm Fischerkeller aus der Bundesrepublik Sechster. 

## Ergebnisse

### Profis – 286 km
| Platz | Athlet              | Land | Zeit       |
| ----- | ------------------- | ---- | ---------- |
| 1     | Rik Van Steenbergen | BEL  | 7:43:10 h  |
| 2     | Louison Bobet       | FRA  | gl. Zeit   |
| 3     | André Darrigade     | FRA  | gl. Zeit   |
| 4     | Rik Van Looy        | BEL  | gl. Zeit   |
| 5     | Fred De Bruyne      | BEL  | gl. Zeit   |
| 6     | Jacques Anquetil    | FRA  | gl. Zeit   |
| 7     | Leon Vandaele       | BEL  | + 0:12 min |
| 8     | Germain Derycke     | BEL  | + 0:12 min |
| 9     | Julien Schepens     | BEL  | + 0:12 min |
| 10    | Marcel Ernzer       | LUX  | + 0:12 min |
| 11    | Marcel Janssens     | BEL  | + 0:12 min |
| 12    | Leo van der Pluym   | NED  | + 0:12 min |
| 13    | Gastone Nencini     | ITA  | + 0:12 min |
| 14    | Piet de Jongh       | NED  | + 0:12 min |

| Platz | Athlet            | Land | Zeit        |
| ----- | ----------------- | ---- | ----------- |
| 15    | Guido Boni        | ITA  | + 0:12 min  |
| 16    | Brian Robinson    | GBR  | + 0:12 min  |
| 17    | Wout Wagtmans     | NED  | + 0:12 min  |
| 18    | Ercole Baldini    | ITA  | + 0:12 min  |
| 19    | Bernard Gauthier  | FRA  | + 0:12 min  |
| 20    | Raymond Impanis   | BEL  | + 0:12 min  |
| 0 …   |                   |      |             |
| 31    | Hennes Junkermann | GER  | + 11:25 min |
| 33    | Franz Reitz       | GER  | + 11:25 min |
| 34    | Horst Backat      | GER  | + 11:25 min |
| 37    | Lothar Friedrich  | GER  | + 11:25 min |
| 0 …   |                   |      |             |
| 41    | Antonio Ferraz    | ESP  | + 11:25 min |

### Amateure – 190 km
| Platz | Athlet                  | Land | Zeit       |
| ----- | ----------------------- | ---- | ---------- |
| 1     | Louis Proost            | BEL  | 5:05:05 h  |
| 2     | Arnaldo Pambianco       | ITA  | gl. Zeit   |
| 3     | Schalk Verhoef          | NED  | gl. Zeit   |
| 4     | Gustav-Adolf Schur      | GDR  | + 0:12 min |
| 5     | Frans Demulder          | BEL  | + 0:12 min |
| 6     | Friedhelm Fischerkeller | GER  | + 0:12 min |
| 7     | Guillaume Van Tongerloo | BEL  | + 0:12 min |
| 8     | Herbert Dahlbom         | SWE  | + 0:12 min |
| 9     | Oreste Magni            | ITA  | + 0:12 min |
| 10    | Ezio Pizzoglio          | ITA  | + 0:12 min |